# 2328 Robeson
2328 Robeson (1972 HW) là một tiểu hành tinh vành đai chính được phát hiện ngày 19 tháng 4 năm 1972 bởi T. Smirnova ở Nauchnyj. Nó được đặt tên theo Paul Robeson